# Groen-gouden tangare
De groen-gouden tangare (Tangara schrankii) is een zangvogel uit de familie Thraupidae (tangaren).

## Verspreiding en leefgebied
Deze soort telt 2 ondersoorten:
- T. s. venezuelana: zuidelijk Venezuela.
- T. s. schrankii: van zuidelijk Colombia door oostelijk Ecuador en oostelijk Peru tot centraal Bolivia en het westelijke deel van Centraal-Brazilië.